# Saint-Agnan-sur-Sarthe
Saint-Agnan-sur-Sarthe là một xã trong tỉnh Orne, vùng Normandie tây bắc nước Pháp. Xã Saint-Agnan-sur-Sarthe nằm ở khu vực có độ cao trung bình mét trên mực nước biển.